# Célestin Gillis
Célestin Gillis (Houyet, 8 april 1922 - Beauraing, 25 oktober 1962) was een Belgisch volksvertegenwoordiger.

## Levensloop
Gillis werd gemeenteraadslid en schepen van Wiesme. Hij werd ook provincieraadslid voor Namen (1958-1961).
In maart 1961 werd hij verkozen tot socialistisch volksvertegenwoordiger voor het arrondissement Dinant-Philippeville, maar in oktober 1962 overleed hij.